# Steyning
Steyning ist eine kleine Stadt (Town) und ein Civil Parish im Horsham District in West Sussex, England. Die Gemeinde liegt im Norden der South Downs nahe dem Fluss Adur. Steyning bildet mit den benachbarten Gemeinden Bramber und Upper Beeding eine built-up area.

## Geschichte
Die Geschichte Steynings reicht zurück in angelsächsische Zeiten. Der Legende folgend errichtete der Heilige Cuthman eine Kirche an dem Ort, an dem er sich nach einer Reise mit seiner Mutter, die er in einem Schubkarren transportierte, niederließ. Um diese Kirche herum entwickelte sich die spätere Stadt Steyning.
Belegt ist hingegen, dass Eduard der Bekenner als Dank für die Gewährung von Zuflucht während seines Exils die Kirche zu Steyning der normannischen Abtei Fécamp (Frankreich) versprach. Der Graf von Wessex, Godwin, und später sein Sohn, König Harald, versuchten jedoch, die normannischen Mönche aus Steyning zu vertreiben, weil sie fürchteten, dies könne sich im Falle einer normannischen Invasion als Gefahr erweisen. Wilhelm der Eroberer schwor daraufhin, Steyning für die Mönche zurückzuerobern und bestätigte nach der erfolgreichen Invasion des Jahres 1066 in einer Charta die Schenkung:
Confirming the gift, made by Edward the Confessor, of Steyning. This charter acquitted the grantees of all earthly service and subjection to barons, princes, and others, and gave them all royal liberties, custom, and justice over all matters arising in their land; and threatened any who should infringe these liberties with an amercement of £100 of gold.
Schon zu dieser Zeit war Steyning ein lebhafter und wichtiger Handelsplatz in der Region und beherbergte sogar eine eigene königliche Münzanstalt. Der stete Bedeutungszuwachs von Steyning erhielt jedoch einen starken Dämpfer, als Wilhelm der Eroberer seinem Getreuen William de Braose die Ländereien um Bramber zusprach. Dieser errichtete kurz darauf Bramber Castle sowie eine Brücke über den Fluss Adur. An dieser Brücke verlangte er Maut von den Schiffen, die zum flussaufwärts gelegenen Hafen von Steyning wollten. Ebenso lieferte er sich heftige Grenzstreitigkeiten mit den Mönchen zu Steyning und verweigerte sich, die Toten von Bramber auf dem Friedhof in Steyning beerdigen zu lassen. Im Jahre 1086 riefen die Mönche deshalb den König um Hilfe und dieser entschied in einem großen Gerichtsverfahren, dass William de Braose seine Brückenzölle kürzen, Übergriffe auf die Ländereien von Steyning unterlassen und die Toten von Bramber nach Steyning umbetten müsse.

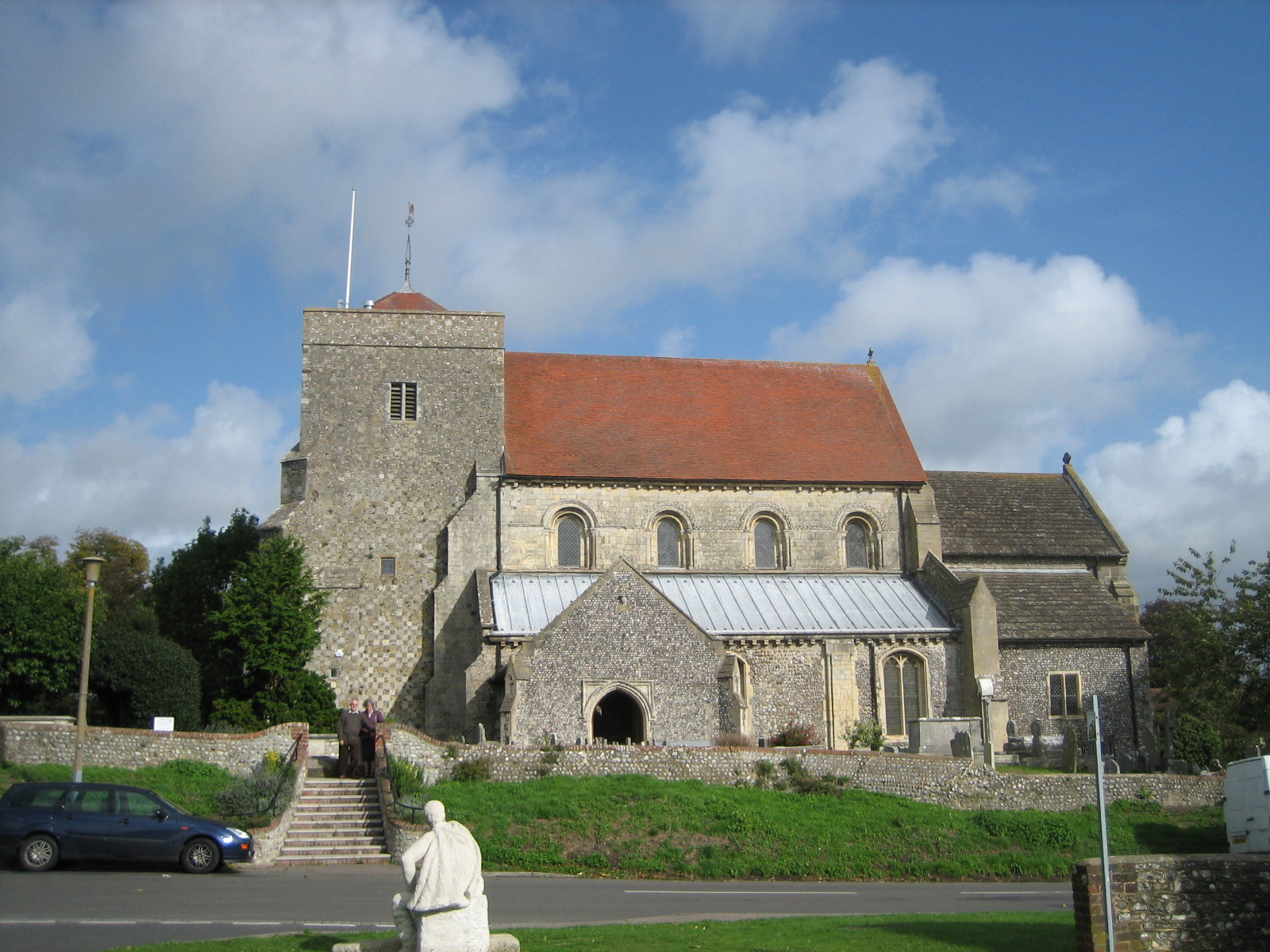
St. Andrew’s Kirche in Steyning

Trotz des königlichen Beschlusses kam es immer wieder zu Streitigkeiten zwischen Bramber und Steyning. Mit dem allmählichen Versanden des Flusses, dem damit verbundenen Niedergang Steynings im 14. und dem Rückzug der Mönche im 15. Jahrhundert verloren die Auseinandersetzungen an Bedeutung. In dieser Zeit wurde die Kirche zu Steyning von St. Cuthman’s Church in St. Andrew’s Church umbenannt.
Obwohl Steyning an Bedeutung verlor, existierte der Ort weiter. Im Jahre 1614 stiftete William Holland, ein Stadtrat aus Chichester, Steyning eine weiterführende Schule, die Steyning Grammar School, die bis heute existiert. 1861 wurde Steyning an das nationale Eisenbahnnetz angeschlossen. Aufgrund mangelnder Bedeutung wurde die Strecke aber 1966 stillgelegt und in einen Radwanderweg, den Downs Link, umgewandelt.

## Steyning heute
Heute ist Steyning wegen seiner historischen Altstadt ein Anziehungspunkt für Touristen. Darüber hinaus ist eine grundlegende wirtschaftliche Infrastruktur mit Gaststätten, Banken und einem modernen Freizeitcenter vorhanden. Zusätzlich zieht ein jährlicher Frühlingsmarkt während der Frühlingsferien Gäste an.

## Söhne und Töchter der Stadt
- George Coppin (1819–1906), Schauspieler, Theaterunternehmer und Politiker
- Augusta Klein (1866–1943), Schriftstellerin
- Thérèse Lessore (1884–1945), Malerin
- John Cripps (1927–2022), Gartenbauer
- Mike McKee (* 1933), Rennfahrer und Galerist
- Chris Carter (* 1942), Mittelstreckenläufer

Personen mit Bezug zu Steyning
- Raimund von Zur Mühlen (1854–1931), Sänger, lebte und starb hier
- Laurence Olivier (1907–1989), Schauspieler und Regisseur, hatte einen Landsitz bei Steyning und starb hier